# Louis-Georges Desjardins
Pour l’article homonyme, voir Desjardins.
Louis-Georges Desjardins, né le 12 mai 1849 à Saint-Jean-Port-Joli et mort le 8 juin 1928 à Montréal, est un écrivain, journaliste, rédacteur et homme politique fédéral et provincial du Québec.

## Biographie

### Études et journalisme
Né à Saint-Jean-Port-Joli dans le Canada-Est, M. Desjardins étudia au Collège de Lévis et à l'École militaire Royale. Il servit comme lieutenant-colonel du 17e Bataillon de Lévis de 1884 à 1898. Journaliste et éditeur en chef du journal Le Canadien de 1875 à 1880, il aura Joseph-Israël Tarte comme collègue.

### Politique
Élu député du Parti conservateur du Québec dans la circonscription de Montmorency en 1881, il sera réélu en 1886. Défait par le libéral Charles Langelier en 1890, il remporta l'élection partielle de 1890 dans la circonscription fédérale de Montmorency. Réélu dans L'Islet en 1891, il démissionna en 1892 pour accepter le poste de greffier à l'Assemblée législative du Québec.
Sa sépulture est située dans le Cimetière Notre-Dame-des-Neiges, à Montréal.

## Œuvres
En tant qu'auteur il écrivit plusieurs livres dont:
- Considérations sur l'annexion (1891)
- Decisions of the House of Commons of Canada, 1867-1900 (1901)
- Manuel de l'orateur de l'Assemblée législative (1910)
- Angleterre, le Canada et la grande guerre (1917)
- Un appel à la jeunesse canadienne-française (1917)
- L'harmonie dans l'union (1919)